# Île Chuginadak
« Chuginadak » redirige ici.  Pour le volcan également appelé Chuginadak, voir Mont Cleveland.
L'île Chuginadak (Tanax Angunax en Aléoute) est une des îles des Quatre-Montagnes dans les îles Aléoutiennes, Alaska, États-Unis. Chuginadak est un nom aléoute décrit pas le Capitaine Tebenkov dans une carte de 1852. Selon R.H. Geoghegan, Chugi signifie rotir.
L'île fait 14 kilomètres de longueur et comporte un volcan, le mont Cleveland, situé à l'ouest.

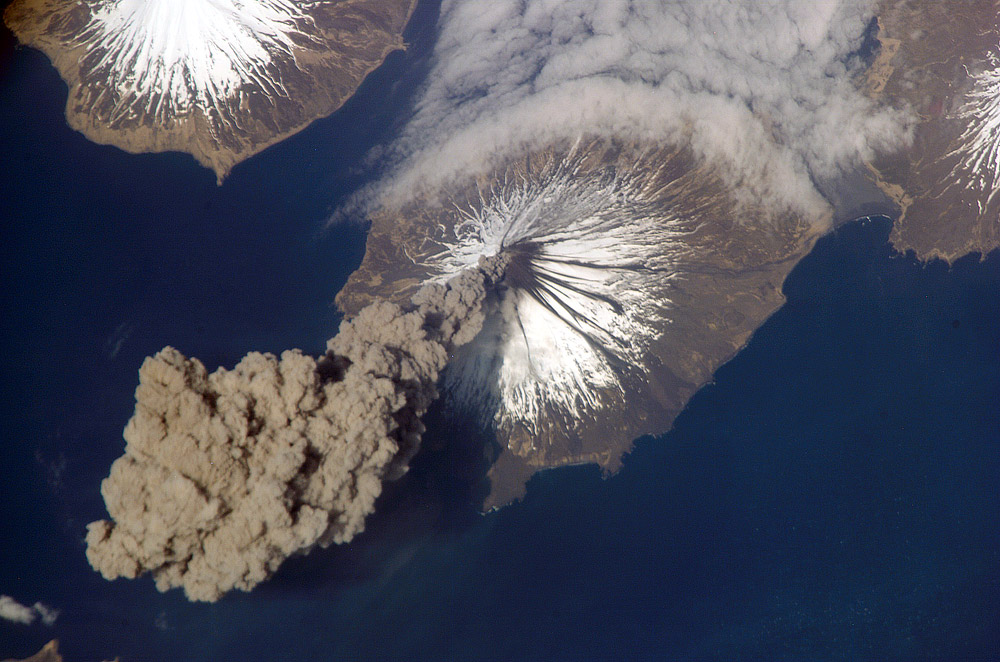
Image satellite de la partie occidentale de l'île Chuginadak avec le mont Cleveland en éruption.